# Brighton & Hove Albion Women Football Club 2023-2024
Questa voce raccoglie le informazioni riguardanti il Brighton & Hove Albion Women Football Club nelle competizioni ufficiali della stagione 2023-2024.

## Stagione
La stagione 2023-24 è stata la sesta consecutiva del Brighton & Hove Albion nella Women's Super League, massima serie del campionato inglese. La stagione è stata caratterizzata da un cambio alla guida tecnica della squadra. Infatti, la statunitense Melissa Phillips, che allenava la squadra dal 7 aprile 2023, è stata sollevata dall'incarico il 1º febbraio 2024 dopo la dodicesima giornata di campionato e la squadra al penultimo posto in classifica. Il suo posto è stato preso ad interim da Mikey Harris fino alla fine della stagione. Il campionato di Women's Super League è stato, infine, concluso al nono posto con 19 punti conquistati in 22 giornate, frutto di 5 vittorie, 4 pareggi e 13 sconfitte. In Women's FA Cup la squadra, che era partita dal quarto turno, è arrivata fino ai quarti di finale, dove è stata sconfitta dal Manchester United. In Women's FA League Cup la squadra ha concluso la fase a gruppi al primo posto nel gruppo E, accendendo così alla fase a eliminazione diretta; ai quarti di finale è stata eliminata dall'Aston Villa ai tiri di rigore, dopo che i tempi supplementari si erano conclusi in parità sull'1-1.

## Maglie e sponsor
Le tenute di gioco solo le stesse adottate dal Brighton maschile.
| Casa | Trasferta | Terza divisa |

## Rosa
Rosa e numeri di maglia come da sito societario.
| N. |                          | Ruolo | Calciatrice         |
| -- | ------------------------ | ----- | ------------------- |
| 1  | Belgio (bandiera)        | P     | Nicky Evrard        |
| 2  | Norvegia (bandiera)      | D     | Maria Thorisdottir  |
| 3  | Inghilterra (bandiera)   | D     | Poppy Pattinson     |
| 5  | Norvegia (bandiera)      | D     | Guro Bergsvand      |
| 6  | Spagna (bandiera)        | C     | Victoria Losada     |
| 7  | Grecia (bandiera)        | C     | Veatriki Sarri      |
| 8  | Germania (bandiera)      | A     | Pauline Bremer      |
| 9  | Corea del Sud (bandiera) | A     | Lee Geum-min        |
| 10 | Svezia (bandiera)        | A     | Julia Zigiotti Olme |
| 11 | Norvegia (bandiera)      | A     | Elisabeth Terland   |
| 13 | Stati Uniti (bandiera)   | D     | Taylor Smith        |
| 14 | Colombia (bandiera)      | D     | Jorelyn Carabalí    |
| 15 | Australia (bandiera)     | C     | Mackenzie Hawkesby  |
| 16 | Svezia (bandiera)        | D     | Emma Kullberg       |

| N. |                        | Ruolo | Calciatrice       |
| -- | ---------------------- | ----- | ----------------- |
| 17 | Portogallo (bandiera)  | D     | Tatiana Pinto     |
| 18 | Inghilterra (bandiera) | C     | Maisie Symonds    |
| 20 | Serbia (bandiera)      | C     | Dejana Stefanović |
| 21 | Stati Uniti (bandiera) | C     | Madison Haley     |
| 22 | Inghilterra (bandiera) | C     | Katie Robinson    |
| 26 | Cina (bandiera)        | D     | Li Mengwen        |
| 28 | Germania (bandiera)    | P     | Melina Loeck      |
| 32 | Inghilterra (bandiera) | P     | Sophie Baggaley   |
| 33 | Australia (bandiera)   | C     | Charlize Rule     |
| 34 | Inghilterra (bandiera) | A     | Clarabella Hall   |
| 39 | Inghilterra (bandiera) | C     | Olivia Johnson    |
| 40 | Inghilterra (bandiera) | P     | Katie Startup     |
| 43 | Inghilterra (bandiera) | A     | Lily Dent         |
| 44 | Inghilterra (bandiera) | D     | Grace McEwen      |

## Calciomercato

### Sessione estiva
| Acquisti | Acquisti           | Acquisti          | Acquisti      |
| R.       | Nome               | da                | Modalità      |
| -------- | ------------------ | ----------------- | ------------- |
| P        | Francis Angel      | Lewes             | fine prestito |
| P        | Sophie Baggaley    | Manchester United | [ 12 ]        |
| P        | Nicky Evrard       | Chelsea           | prestito      |
| D        | Li Mengwen         | Jiangsu Ladies    | [ 14 ]        |
| D        | Charlize Rule      | Sydney FC         | [ 15 ]        |
| D        | Maria Thorisdottir | Manchester United | [ 16 ]        |
| C        | Jorelyn Carabalí   | Atlético Mineiro  | [ 17 ]        |
| C        | Madison Haley      | Sydney FC         | [ 18 ]        |
| C        | Mackenzie Hawkesby | Sydney FC         | [ 19 ]        |
| C        | Victoria Losada    | Roma              | [ 20 ]        |
| C        | Tatiana Pinto      | Levante           | [ 21 ]        |
| A        | Pauline Bremer     | Wolfsburg         | [ 22 ]        |

| Cessioni | Cessioni          | Cessioni              | Cessioni      |
| R.       | Nome              | a                     | Modalità      |
| -------- | ----------------- | --------------------- | ------------- |
| P        | Megan Walsh       | West Ham              | [ 23 ]        |
| P        | Lydia Williams    | Melbourne Victory     | [ 24 ]        |
| D        | Jorja Fox         | Chelsea               | fine prestito |
| D        | Zoe Morse         |                       | ritirata      |
| D        | Rebekah Stott     | Melbourne City        | [ 26 ]        |
| D        | Victoria Williams |                       | svincolata    |
| C        | Libby Bance       | Rangers               | prestito      |
| C        | Megan Connolly    | Bristol City          | svincolata    |
| C        | Chelsea Ferguson  | Blackburn Rovers      | prestito      |
| C        | Kayleigh Green    | Charlton Athletic     | svincolata    |
| C        | Lulu Jarvis       | Reading               | prestito      |
| C        | Park Ye-eun       | Hearts                | [ 30 ]        |
| C        | Brianna Visalli   | AGF                   | [ 31 ]        |
| A        | Danielle Carter   | London City Lionesses | svincolata    |

### Sessione invernale
| Acquisti | Acquisti         | Acquisti          | Acquisti      |
| R.       | Nome             | da                | Modalità      |
| -------- | ---------------- | ----------------- | ------------- |
| P        | Melina Loeck     | Kristianstads DFF | [ 32 ]        |
| D        | Taylor Smith     | NJ/NY Gotham      | prestito      |
| C        | Chelsea Ferguson | Blackburn Rovers  | fine prestito |

| Cessioni | Cessioni           | Cessioni        | Cessioni      |
| R.       | Nome               | a               | Modalità      |
| -------- | ------------------ | --------------- | ------------- |
| P        | Comfort Erhabor    | Hibernian       | prestito      |
| P        | Nicky Evrard       | Chelsea         | fine prestito |
| P        | Katie Startup      | Manchester City | prestito      |
| D        | Taylor Smith       | NJ/NY Gotham    | fine prestito |
| C        | Chelsea Ferguson   | Lewes           | prestito      |
| C        | Mackenzie Hawkesby | Sydney FC       | [ 40 ]        |

## Risultati

### Women's Super League

#### Girone di andata
| Arbitro: | Dowle |

|              |           |                 |
| Finnigan 65’ | Marcatori | 3’, 14’ Terland |

| Arbitro: | Benn |

|  |           |                    |
|  | Marcatori | 12’ Smith 52’ Ueki |

| Arbitro: | Dowle |

|            |           |                                         |
| Terland 8’ | Marcatori | 45+3’ Thomas 65’ Clinton 90+4’ Percival |

| Arbitro: | Fullicks |

|                                                         |           |                        |
| Nüsken 45+4’, 52’ Bergsvand 74’ (aut.) Beever-Jones 82’ | Marcatori | 10’ Bremer 90’ Terland |

| Arbitro: | Simms |

|                           |           |                          |
| Terland 30’ Bergsvand 89’ | Marcatori | 78’ Toone 90+8’ Williams |

| Arbitro: | Pearson |

|  |           |         |
|  | Marcatori | 81’ Lee |

| Arbitro: | Robinson |

|  |           |                                         |
|  | Marcatori | 12’ Blackstenius 80’ Foord 90+5’ Maanum |

| Arbitro: | Soneye |

|                                                     |           |  |
| Bonner 27’ van de Sanden 43’ Holland 63’ Haug 90+2’ | Marcatori |  |

| Arbitro: | Burgin |

|                  |           |                           |
| Terland 82’, 88’ | Marcatori | 45’ Petermann 46’ Rantala |

| Arbitro: | Heaslip |

|          |           |  |
| Leon 63’ | Marcatori |  |

| Arbitro: | Benn |

|                                 |           |                        |
| Terland 31’, 90+5’ Robinson 57’ | Marcatori | 55’ Harrison 83’ Jones |

#### Girone di ritorno
| Arbitro: | Fearn |

|  |           |                          |
|  | Marcatori | 46’, 59’ James 51’ Kirby |

| Arbitro: | Wilson |

|                |           |  |
| Parris 9’, 64’ | Marcatori |  |

| Arbitro: | Fearn |

|  |           |             |
|  | Marcatori | 53’ Holland |

| Arbitro: | Soneye |

|                                     |           |                                                                                    |
| Connolly 47’ Aspin 71’ Thestrup 74’ | Marcatori | 20’, 54’ Terland 24’ Bremer 64’ Pinto 89’ Haley 90+2’ (rig.) Losada 90+6’ Robinson |

| Arbitro: | Wilson |

|           |           |                                         |
| Lee 90+1’ | Marcatori | 27’ Hemp 40’ Fowler 69’ Shaw 78’ Coombs |

| Arbitro: | Foster |

|                           |           |                                    |
| Rantala 54’ Petermann 84’ | Marcatori | 85’ Terland 62’ Haley 68’ Robinson |

| Dagenham 31 marzo 2024, ore 15:00 UTC+1 18ª giornata | West Ham | 0 – 0 referto | Brighton & Hove | Victoria Road\| Arbitro: \| Dowle \| |
| Arbitro:                                             | Dowle    |               |                 |                                      |

| Arbitro: | Dowle |

|           |           |                                    |
| Pinto 63’ | Marcatori | 60’ Holmgaard 72’ (aut.) Bergsvand |

| Arbitro: | Burgin |

|             |           |             |
| England 81’ | Marcatori | 17’ Terland |

| Arbitro: | Simms |

|  |           |             |
|  | Marcatori | 64’ Lehmann |

| Arbitro: | Impey |

|                                                           |           |  |
| Russo 17’, 24’ Miedema 64’ Carabalí 67’ (aut.) Maanum 88’ | Marcatori |  |

### Women's FA Cup
| Arbitro: | Sykes |

|  |           |                                                            |
|  | Marcatori | 34’ Sarri 39’ Losada 48’, 72’ Pinto 55’ Terland 88’ Bremer |

| Arbitro: | Cross |

|                    |           |                                         |
| Merrick 67’ (rig.) | Marcatori | 42’ Robinson 88’, 90+2’, 90+6’ Kullberg |

| Arbitro: | Benn |

|  |           |                                                |
|  | Marcatori | 8’ Turner 17’ Parris 45+1’ García 59’ Naalsund |

### Women's FA League Cup

#### Fase a gruppi
| Arbitro: | Cross |

|  |           |                                   |
|  | Marcatori | 16’ Rule 49’ Robinson 86’ Terland |

| Arbitro: | Fearn |

|                                                    |           |             |
| Bergsvand 45+1’ Losada 52’ (rig.) Sarri 61’ (rig.) | Marcatori | 89’ Cissoko |

| Arbitro: | Lowe |

|             |           |                        |
| Green 90+2’ | Marcatori | 22’ Carabalí 37’ Pinto |

#### Fase a eliminazione diretta
| Arbitro: | Impey |

|                                  |                      |                            |
| Sarri 35’                        | Marcatori            | 69’ Hanson                 |
| Losada Lee Terland Zigiotti Olme | Tiri di rigore 0 – 2 | Mayling Leon Corsie Patten |

## Statistiche

### Statistiche di squadra
| Competizione          | Punti | In casa | In casa | In casa | In casa | In casa | In casa | In trasferta | In trasferta | In trasferta | In trasferta | In trasferta | In trasferta | Totale | Totale | Totale | Totale | Totale | Totale | DR  |
| Competizione          | Punti | G       | V       | N       | P       | Gf      | Gs      | G            | V            | N            | P            | Gf           | Gs           | G      | V      | N      | P      | Gf     | Gs     | DR  |
| --------------------- | ----- | ------- | ------- | ------- | ------- | ------- | ------- | ------------ | ------------ | ------------ | ------------ | ------------ | ------------ | ------ | ------ | ------ | ------ | ------ | ------ | --- |
| Women's Super League  | 19    | 11      | 1       | 2       | 8       | 10      | 25      | 11           | 4            | 2            | 5            | 16           | 23           | 22     | 5      | 4      | 13     | 26     | 48     | -22 |
| Women's FA Cup        | -     | 1       | 0       | 0       | 1       | 0       | 4       | 2            | 2            | 0            | 0            | 10           | 1            | 3      | 2      | 0      | 1      | 10     | 5      | +5  |
| Women's FA League Cup | -     | 2       | 1       | 1       | 0       | 4       | 2       | 2            | 2            | 0            | 0            | 5            | 1            | 4      | 3      | 1      | 0      | 9      | 3      | +6  |
| Totale                | -     | 14      | 2       | 3       | 9       | 14      | 31      | 15           | 8            | 2            | 5            | 31           | 25           | 29     | 10     | 5      | 14     | 45     | 56     | -11 |

### Andamento in campionato
| Giornata  | 1 | 2 | 3  | 4 | 5 | 6 | 7 | 8 | 9 | 10 | 11 | 12 | 13 | 14 | 15 | 16 | 17 | 18 | 19 | 20 | 21 | 22 |
| --------- | - | - | -- | - | - | - | - | - | - | -- | -- | -- | -- | -- | -- | -- | -- | -- | -- | -- | -- | -- |
| Luogo     | T | C | C  | T | C | T | C | T | C | T  | C  | C  | T  | C  | T  | C  | T  | T  | C  | T  | C  | T  |
| Risultato | V | P | P  | P | N | V | P | P | N | P  | V  | P  | P  | P  | V  | P  | V  | N  | P  | N  | P  | P  |
| Posizione | 3 | 8 | 10 | 9 | 9 | 8 | 8 | 9 | 9 | 9  | 8  | 10 | 11 | 11 | 9  | 10 | 8  | 8  | 8  | 8  | 9  | 9  |

Legenda:

Luogo: C = Casa; T = Trasferta. Risultato: V = Vittoria; N = Pareggio; P = Sconfitta.

### Statistiche delle giocatrici
| Giocatore        | Women's Super League | Women's Super League | Women's Super League | Women's Super League | Women's FA Cup | Women's FA Cup | Women's FA Cup | Women's FA Cup | Women's FA League Cup | Women's FA League Cup | Women's FA League Cup | Women's FA League Cup | Totale   | Totale | Totale      | Totale     |
| Giocatore        | Presenze             | Reti                 | Ammonizioni          | Espulsioni           | Presenze       | Reti           | Ammonizioni    | Espulsioni     | Presenze              | Reti                  | Ammonizioni           | Espulsioni            | Presenze | Reti   | Ammonizioni | Espulsioni |
| ---------------- | -------------------- | -------------------- | -------------------- | -------------------- | -------------- | -------------- | -------------- | -------------- | --------------------- | --------------------- | --------------------- | --------------------- | -------- | ------ | ----------- | ---------- |
| S. Baggaley      | 19                   | -44                  | 0                    | 0                    | 3              | -5             | 0              | 0              | 1                     | -1                    | 0                     | 0                     | 23       | -50    | 0           | 0          |
| G. Bergsvand     | 22                   | 1                    | 2                    | 0                    | 3              | 0              | 0              | 0              | 4                     | 1                     | 0                     | 0                     | 29       | 2      | 2           | 0          |
| P. Bremer        | 16                   | 2                    | 0                    | 0                    | 2              | 1              | 0              | 0              | 2                     | 0                     | 0                     | 0                     | 20       | 3      | 0           | 0          |
| J. Carabalí      | 13                   | 0                    | 2                    | 0                    | 2              | 0              | 0              | 0              | 3                     | 1                     | 0                     | 0                     | 18       | 1      | 2           | 0          |
| L. Dent          | 3                    | 0                    | 0                    | 0                    | 1              | 0              | 0              | 0              | 0                     | 0                     | 0                     | 0                     | 4        | 0      | 0           | 0          |
| N. Evrard        | 1                    | -3                   | 0                    | 0                    | -              | -              | -              | -              | 2                     | -1                    | 0                     | 0                     | 3        | -4     | 0           | 0          |
| M. Haley         | 13                   | 1                    | 2                    | 0                    | 1              | 0              | 0              | 0              | 2                     | 0                     | 0                     | 0                     | 16       | 1      | 2           | 0          |
| C. Hall          | -                    | -                    | -                    | -                    | 1              | 0              | 0              | 0              | 0                     | 0                     | 0                     | 0                     | 1        | 0      | 0           | 0          |
| M. Hawkesby      | 0                    | 0                    | 0                    | 0                    | -              | -              | -              | -              | 1                     | 0                     | 0                     | 0                     | 1        | 0      | 0           | 0          |
| O. Johnson       | 1                    | 0                    | 0                    | 0                    | 0              | 0              | 0              | 0              | -                     | -                     | -                     | -                     | 1        | 0      | 0           | 0          |
| E. Kullberg      | 21                   | 0                    | 0                    | 0                    | 3              | 3              | 0              | 0              | 4                     | 0                     | 0                     | 0                     | 28       | 3      | 0           | 0          |
| G.M. Lee         | 20                   | 2                    | 3                    | 0                    | 3              | 0              | 0              | 0              | 3                     | 0                     | 0                     | 0                     | 26       | 2      | 3           | 0          |
| M. Li            | 11                   | 0                    | 0                    | 0                    | 2              | 0              | 0              | 0              | 2                     | 0                     | 0                     | 0                     | 15       | 0      | 0           | 0          |
| M. Loeck         | 2                    | -1                   | 0                    | 0                    | 0              | 0              | 0              | 0              | 0                     | 0                     | 0                     | 0                     | 2        | -1     | 0           | 0          |
| V. Losada        | 21                   | 1                    | 6                    | 0                    | 3              | 1              | 1              | 0              | 4                     | 1                     | 1                     | 0                     | 28       | 3      | 8           | 0          |
| G. McEwen        | 1                    | 0                    | 1                    | 0                    | 1              | 0              | 0              | 0              | 2                     | 0                     | 0                     | 0                     | 4        | 0      | 1           | 0          |
| P. Pattinson     | 16                   | 0                    | 0                    | 0                    | 2              | 0              | 0              | 0              | 3                     | 0                     | 1                     | 0                     | 21       | 0      | 1           | 0          |
| T. Pinto         | 20                   | 2                    | 4                    | 0                    | 3              | 2              | 0              | 0              | 4                     | 1                     | 0                     | 0                     | 27       | 5      | 4           | 0          |
| K. Robinson      | 22                   | 3                    | 0                    | 0                    | 3              | 1              | 0              | 0              | 4                     | 1                     | 0                     | 0                     | 29       | 5      | 0           | 0          |
| C. Rule          | 9                    | 0                    | 0                    | 0                    | -              | -              | -              | -              | 2                     | 1                     | 1                     | 0                     | 11       | 1      | 1           | 0          |
| V. Sarri         | 19                   | 0                    | 1                    | 0                    | 3              | 1              | 0              | 0              | 4                     | 2                     | 0                     | 0                     | 26       | 3      | 1           | 0          |
| T. Smith         | -                    | -                    | -                    | -                    | 0              | 0              | 0              | 0              | -                     | -                     | -                     | -                     | 0        | 0      | 0           | 0          |
| K. Startup       | 0                    | 0                    | 0                    | 0                    | 0              | 0              | 0              | 0              | 1                     | -1                    | 0                     | 0                     | 1        | -1     | 0           | 0          |
| D. Stefanović    | 2                    | 0                    | 0                    | 0                    | -              | -              | -              | -              | -                     | -                     | -                     | -                     | 2        | 0      | 0           | 0          |
| M. Symonds       | 20                   | 0                    | 3                    | 0                    | 2              | 0              | 0              | 0              | 4                     | 0                     | 1                     | 0                     | 26       | 0      | 4           | 0          |
| E. Terland       | 22                   | 13                   | 3                    | 0                    | 3              | 1              | 0              | 0              | 3                     | 1                     | 0                     | 0                     | 28       | 15     | 3           | 0          |
| M. Thorisdottir  | 20                   | 0                    | 3                    | 0                    | 2              | 0              | 0              | 0              | 4                     | 0                     | 1                     | 0                     | 26       | 0      | 4           | 0          |
| J. Zigiotti Olme | 20                   | 0                    | 3                    | 0                    | 3              | 0              | 1              | 0              | 3                     | 0                     | 1                     | 0                     | 26       | 0      | 5           | 0          |